# The 21st Century Guide to King Crimson – Volume One – 1969–1974
The 21st Century Guide to King Crimson – Volume One – 1969–1974 je výběrový box set britské rockové skupiny King Crimson. Byl vydán v říjnu 2004 (viz 2004 v hudbě).
Tento čtyřdiskový box set je první částí kompletního průřezu tvorbou King Crimson, který sestavil její lídr a jediný stálý člen, kytarista Robert Fripp. The 21st Century Guide to King Crimson – Volume One – 1969–1974, jak již jeho název napovídá, se zabývá tvorbou skupiny od roku 1969, než ji v září 1974 Fripp rozpustil. Box set obsahuje dva disky studiových nahrávek a dva disky záznamů z koncertů, které již byly předtím většinou vydány.

## Seznam skladeb

### Disk 1 – In the Studio: 1969–1971
1. „21st Century Schizoid Man“ (Fripp, McDonald, Lake, Giles, Sinfield) – 7:22
2. „I Talk to the Wind“ (McDonald, Sinfield) – 6:05
3. „Epitaph“ (Fripp, McDonald, Lake, Giles, Sinfield) – 8:47
4. „Moonchild“ (Fripp, McDonald, Lake, Giles, Sinfield) – 3:33
5. „The Court of the Crimson King“ (McDonald, Sinfield) – 9:25
Pět skladeb z alba In the Court of the Crimson King. (1969)
6. „Peace – A Theme“ (Fripp) – 1:14
7. „Cat Food“ (Fripp, Sinfield, McDonald) – 4:52
Dvě skladby z alba In the Wake of Poseidon. (1970)
8. „Groon“ (Fripp) – 3:32
B strana singlu „Cat Food“. (1970)
9. „Cadence and Cascade“ (Fripp, Sinfield) – 4:37
10. „In the Wake of Poseidon (Instrumental Edit)“ (Fripp, Sinfield) – 4:02
Dvě skladby z alba In the Wake of Poseidon. (1970)
11. „Ladies of the Road“ (Fripp, Sinfield) – 5:30
12. „Sailor's Tale (Abridged)“ (Fripp) – 7:19
13. „Islands (Instrumental Edit)“ (Fripp, Sinfield) – 5:30
14. „Tuning Up“ – 0:49
Čtyři skladby z alba Islands. (1971)
15. „Bolero“ (Fripp, Sinfield) – 6:24
Z alba Lizard. (1970)

### Disk 2 – Live: 1969–1972
1. „The Court of the Crimson King“ (McDonald, Sinfield) – 6:55
2. „A Man, A City“ (Fripp, McDonald, Lake, Giles, Sinfield) – 12:10
3. „21st Century Schizoid Man“ (Fripp, McDonald, Lake, Giles, Sinfield) – 7:30
4. „Get Thy Bearings“ (Donovan) – 10:53
5. „Mars“ (Holst) – 6:41
Pět skladeb z alba Epitaph. (1997)
6. „Pictures of a City“ (Fripp, Sinfield) – 8:44
7. „The Letters“ (Fripp, Sinfield) – 4:28
Dvě skladby z alba Ladies of the Road. (2002)
8. „Sailor's Tale“ (Fripp) – 4:49
9. „Groon“ (Fripp) – 6:44
10. „21st Century Schizoid Man (Instrumental Edit)“ (Fripp, McDonald, Lake, Giles, Sinfield) – 9:47
Tři skladby z alba Earthbound. (1972)

### Disk 3 – In the Studio: 1972–1974
1. „Larks' Tongues in Aspic, Part One (Abridged)“ (Cross, Fripp, Wetton, Bruford, Muir) – 10:46
2. „Book of Saturday“ (Fripp, Wetton, Palmer-James) – 2:51
3. „Easy Money“ (Fripp, Wetton, Palmer-James) – 8:01
4. „Larks' Tongues in Aspic, Part Two“ (Fripp) – 7:11
Čtyři skladby z alba Larks' Tongues in Aspic. (1973)
5. „The Night Watch“ (Fripp, Wetton, Palmer-James) – 4:41
6. „The Great Deceiver“ (Wetton, Fripp, Palmer-James) – 4:02
7. „Fracture“ (Fripp) – 11:12
Tři skladby z alba Starless and Bible Black. (1974)
8. „Starless (Abridged)“ (Bruford, Cross, Fripp, Palmer-James, Wetton) – 3:46
9. „Red“ (Fripp) – 6:15
10. „Fallen Angel“ (Fripp, Palmer-James, Wetton) – 6:03
11. „One More Red Nightmare“ (Fripp, Wetton) – 7:06
Čtyři skladby z alba Red. (1974)

### Disk 4 – Live: 1973–1974
1. „Asbury Park“ (Bruford, Cross, Fripp, Wetton) – 6:53
Z alba USA. (1975)
2. „The Talking Drum“ (Cross, Fripp, Wetton, Bruford, Muir) – 6:05
Z alba The Great Deceiver. (1992)
3. „Larks' Tongues in Aspic, Part Two“ (Fripp) – 6:24
4. „Lament“ (Fripp, Wetton, Palmer-James) – 4:22
Dvě skladby z alba USA. (1975)
5. „We'll Let You Know“ (Cross, Fripp, Wetton, Bruford) – 4:46
Z alba Starless and Bible Black. (1974)
6. „Improv: Augsburg“ (Cross, Fripp, Wetton, Bruford) – 1:33
Předtím nevydaná skladba.
V bookletu uvedena samostatně, na CD spojena s „We'll Let You Know“ do jedné stopy.
7. „Exiles“ (Cross, Fripp, Palmer-James) – 6:32
8. „Easy Money“ (Fripp, Wetton, Palmer-James) – 10:01
Dvě skladby z alba USA. (1975)
9. „Providence“ (Cross, Fripp, Wetton, Bruford) – 9:22
Z alba The Great Deceiver. (1992)
10. „Starless and Bible Black“ (Cross, Fripp, Wetton, Bruford) – 9:11
Z alba The Night Watch. (1997)
11. „21st Century Schizoid Man“ (Fripp, McDonald, Lake, Giles, Sinfield) – 7:32
Z alba USA. (1975)
12. „Trio“ (Cross, Fripp, Wetton, Bruford) – 6:03
Z alba The Night Watch. (1997)

## Obsazení
- Robert Fripp – kytara, mellotron a další nástroje (všechny skladby)
- Ian McDonald – dechové nástroje, vibrafon, klávesy, mellotron a zpěv (disk 1, skladby 1–5; disk 2, skladby 1–5)
- Greg Lake – baskytara a zpěv (disk 1, skladby 1–5 a 7; disk 2, skladby 1–5)
- Michael Giles – bicí, perkuse a zpěv (disk 1, skladby 1–5 a 7–10; disk 2, skladby 1–5)
- Peter Sinfield – texty, osvětlení, zvuk (disky 1–2 a disk 4, skladba 11)
- Peter Giles – baskytara (disk 1, skladby 6–10)
- Keith Tippett – piano (disk 1, skladby 7–15)
- Mel Collins – saxofony, flétna a mellotron (disk 1, skladby 9 a 11–15; disk 2, skladby 6–10)
- Gordon Haskell – baskytara a zpěv (disk 1, skladby 9 a 15)
- Andrew McCulloch – bicí (disk 1, skladba 15)
- Nick Evans – pozoun (disk 1, skladba 15)
- Robin Miller – hoboj a anglický roh (disk 1, skladby 11–15)
- Marc Charig – lesní roh (disk 1, skladby 11–15)
- Boz Burrell – baskytara a zpěv (disk 1, skladby 11–14; disk 2, skladby 6–10)
- Ian Wallace – bicí (disk 1, skladby 11–14; disk 2, skladby 6–10)
- Harry Miller – kontrabas (disk 1, skladby 13–14)
- David Cross – housle, viola a mellotron (disk 3, skladby 1–7; disk 4)
- John Wetton – baskytara, klávesy, zpěv a texty (disky 3–4)
- Richard Palmer-James – texty (disk 3, skladby 2–3, 5–6, 8 a 10–11; disk 4, skladby 4 a 7–8)
- Jamie Muir – perkuse (disk 3, skladby 1–4)
- Bill Bruford – bicí, perkuse (disky 3 a 4)